# Cratere Merit Ptah
Merit Ptah  è un cratere sulla superficie di Venere.